# استات آنتیموان (III)
استات آنتیموان(III) (به انگلیسی: Antimony(III) acetate) یک ترکیب شیمیایی با شناسه پاب‌کم ۱۶۶۸۵۰۸۰ است. شکل ظاهری این ترکیب، پودر سفید است.